# ميتش هاريس
ميتش هاريس (بالإنجليزية: Mitch Harris)‏ هو لاعب كرة قاعدة أمريكي، ولد في 7 نوفمبر 1985 في أوكالا في الولايات المتحدة.

## وصلات خارجية
- ميتش هاريس على موقع دوري كرة القاعدة الرئيسي (الإنجليزية)
- ميتش هاريس على موقعبيزبول رفرنس.كوم (الدوري الرئيسي) (الإنجليزية)
- ميتش هاريس على موقعبيزبول رفرنس.كوم (الدوري الثانوي) (الإنجليزية)